# Casa de Mark Twain
La Casa y Museo de Mark Twain fue el hogar de Mark Twain (cuyo nombre verdadero fue Samuel Langhorne Clemens) desde 1874 hasta 1891 en Hartford, Connecticut, Estados Unidos. Antes de 1871, momento en que se trasladaron a Hartford, Twain vivió en Hannibal, Misuri. La casa, de diecinueve habitaciones, es de estilo gótico victoriano.
El lugar se destaca por haber sido donde se escribieron las principales obras del autor, incluidas La edad dorada: un cuento de hoy, Las aventuras de Tom Sawyer, El príncipe y el mendigo, La vida en el Misisipí, Las aventuras de Huckleberry Finn, Un vagabundo en el extranjero y Un yanqui en la corte del rey Arturo.
La mala inversión de sus finanzas provocó que la familia Twain se mudase a Europa en 1891. Cuando regresaron a Connecticut en 1900, Twain vivió en una casa construida para él en Stormfield, donde murió el 21 de abril de 1910. 
La casa en Hartford funcionó como escuela, edificio de departamentos y biblioteca. En 1962 fue declarada Lugar Histórico Nacional de los Estados Unidos. Desde 1974 se le realizó una restauración multimillonaria y una ampliación dedicada a servir como exposición de la vida y obra de Mark Twain.

## Primeros años en la casa

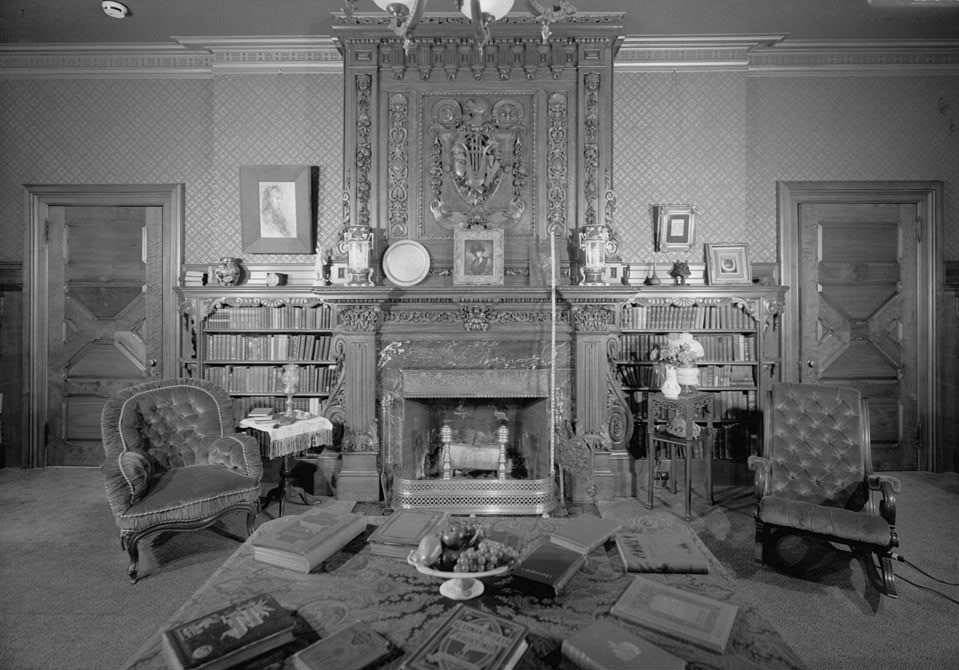
La biblioteca tiene paneles grabados a mano, una chimenea de la India, papel tapiz en relieve y una enorme repisa tallada que los Twain adquirieron en Escocia (fotografía de la HABS).

Mark Twain se mudó a Hartford en 1871 y adquirió su nueva casa al norte de la ciudad para estar más cerca de su editor, American Publishing Company. Ya en Hartford, Twain dijo que «de todos los bellos pueblos que he tenido la fortuna de ver, este es el mejor... Si no saben lo que es la belleza es porque no han estado aquí». Mientras se encontraban en Connecticut, la familia señaló que «[la casa] tenía corazón, alma y ojos con los que vernos».
En el piso superior se hallaba la sala de billar y estudio privado de Twain, donde escribía hasta altas horas de la noche. Nadie tenía permitido entrar a la habitación salvo el personal de limpieza. La estancia también era empleada como salón para que los huéspedes varones disfrutasen un cigarro y licor. Twain, respetando a su esposa devota, había dicho: «Debería haber una habitación en esta casa donde se pueda maldecir» y «Es peligroso tener que reprimir una emoción semejante».
Los niños tenían su propio espacio, con su propia guardería y una sala de juegos/aula de clases. Twain jugaba con sus hijos en el jardín de invierno, y fingía ser un elefante durante un safari imaginario. El escritor señaló que la casa «era de nosotros, y nos albergábamos en su seguridad y vivíamos en su gracia y en la paz de su bendición».
Twain adoraba esta casa, en parte porque allí conoció a varios autores que eran sus vecinos, como Harriet Beecher Stowe (quien vivía en la casa contigua) e Isabella Beecher Hooker. Además, estaba situada en un lugar que le permitía realizar visitas a su amigo el actor William Gillette en el Castillo Gillette (actualmente el parque estatal del Castillo Gillette).
En 1881, gracias al éxito de Tom Sawyer, Twain hizo que Louis Comfort Tiffany supervisara la decoración interior de la casa. Twain también estaba fascinado por las nuevas tecnologías, lo que llevó a la instalación de uno de los primeros teléfonos en el vestíbulo. Ese mismo año, Twain fundó la firma Charles L. Webster & Company, que publicó sus trabajos junto con las memorias de Ulysses S. Grant.
La compañía quebró en 1894 debido a la aparición de la máquina de escribir automática, y Twain quedó muy endeudado. Tras soportar varios embates bancarios y pérdidas provocadas por la inversión en la máquina de escribir, los Twain se mudaron a Europa en 1891, donde el costo de vida era más bajo.
Twain comenzó a dar conferencias a lo largo del continente para recuperar algo de dinero, pero la tragedia evitó su regreso a la casa. En 1893 la compañía editorial de Twain entró en bancarrota, Susy Clemens (su hija) murió de meningitis en 1896 luego de una visita a Hartford y Olivia (su esposa) se negó a volver a la casa, la cual fue vendida en 1903.

## Arquitectura y construcción
La casa fue diseñada por Edward Tuckerman Potter, un arquitecto de Nueva York. Mientras se la construía, el Daily Times de Hartford publicó que «la novedad presente en la arquitectura del edificio, la rareza de su disposición interna y la fama de su propietario conspirarán para convertirla en una casa de renombre durante un largo tiempo por venir». El costo total de la casa fue de US$40.000, que fueron pagados de la herencia de la Sra. Clemens.
La casa fue edificada sobre 1,4 hectáreas de tierra y diseñada con siete dormitorios, siete baños, una cochera para el carruaje y un jardín de invierno (interior) que ocupaba toda una planta.

## Post-Twain
En 1905 la casa sufrió grandes reparaciones, aunque también fue alterada significativamente y se desvió de su diseño original. Esto provocó una gran conmoción en la clase intelectual de Misuri. También fueron modificadas las chimeneas y los ladrillos a la vista. La casa fue utilizada como residencia privada, escuela de varones y edificio de departamentos.
En 1929, un grupo de preservacionistas, los Amigos de Hartford, fundó la Comisión del Museo y Biblioteca de Mark Twain, adquirió el edificio para impedir su demolición y alquiló la planta baja para cubrir los gastos. Durante este período, se agregaron nuevas puertas al lugar, desviándose aún más de su diseño originario. La casa fue restaurada en los años 1950 y declarada Lugar Histórico Nacional de los Estados Unidos en 1963.
La casa se abrió al público como museo en los años 1960. El proceso de saldar la hipoteca, reunir dinero para restaurar la propiedad en deterioro, y recuperar objetos, mobiliario y posesiones personales llevó muchas décadas y concluyó en 1974, justo a tiempo para celebrar el 100º aniversario del edificio. La casa obtuvo el premio David E. Finley en 1977 por "restauración ejemplar", que fue otorgado por el National Trust for Historic Preservation.

### Últimas restauraciones

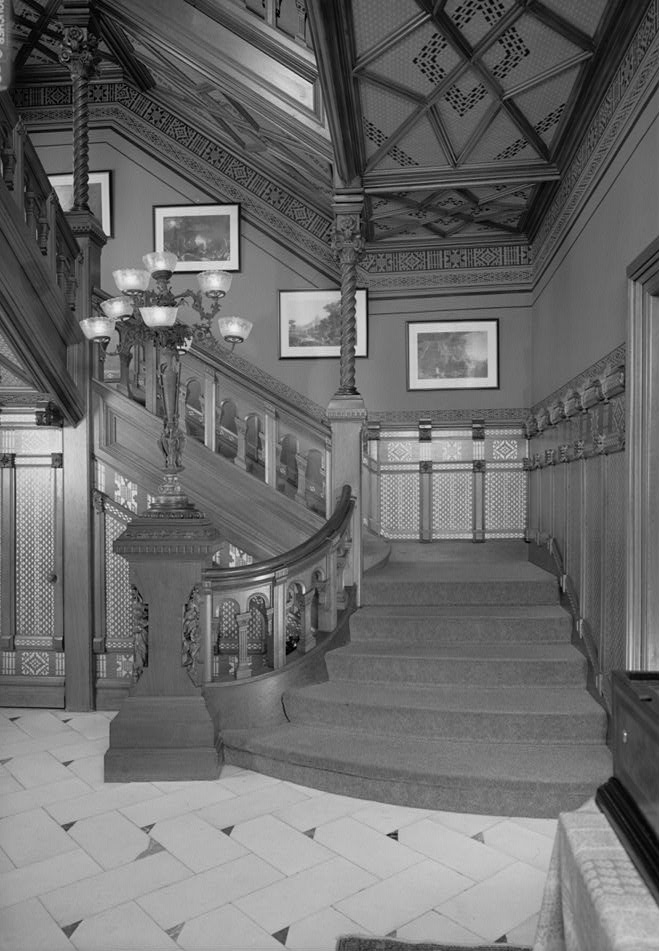
Vestíbulo y escalera prarnizar las superficies de madera para recuperar los interiores. Parte de la restauración fue pagada por dos subvenciones federales de la Save America's Treasures que totalizaron US$3 millones. Para la restauración también se empleó un sistema de análisis por computadora.

En la actualidad el lugar alberga 50.000 objetos: manuscritos, fotografías históricas, mobiliario de la familia y vidrios Tiffany. Gran parte de los muebles originales, que incluyen la cama veneciana ornamentada de Twain, una repisa exquisitamente grabada proveniente de un castillo escocés, y una mesa de billar se conservan en la casa. La fundación Aetna donó US$500.000 a una campaña de recaudación de fondos para la Casa. La National Endowment for the Humanities también realizó una donación de US$800.000 en contrapartida por programas de desarrollo para maestros, una competencia de escritos de alumnos y un sitio educacional en Internet.